# فرودگاه ارویات
فرودگاه ارویات (به انگلیسی: Arviat Airport) یک فرودگاه همگانی باربری با کد یاتا YEK است که یک باند فرود شن دارد و طول باند آن ۱۲۲۱ متر است. این فرودگاه در کشور کانادا قرار دارد و در ارتفاع ۱۰ متری از سطح دریا واقع شده‌است.